# Ipoteza estivației
Ipoteza estivației este o soluție ipotetică a paradoxului lui Fermi concepută în 2017 de Anders Sandberg, Stuart Armstrong și Milan M. Ćirković. Ipoteza, publicată la 27 aprilie 2017, sugerează că civilizațiile extraterestre avansate pot stoca energie și pot estiva (hibernarea în vremuri călduroase, nu friguroase), până când universul se răcește pentru a folosi mai bine energia stocată pentru a-și îndeplini sarcinile. 
Pe măsură ce universul se răcește, potențiala lucrare productivă bazată pe energia stocată poate crește cu un multiplicator de 1030. Dacă scopul unei civilizații avansate este de a maximiza numărul de calcule finalizate, de a genera procesarea informației pentru sarcini precum simulările producătoare de masă, atunci o estivație ar fi folositoare pentru a atinge acest scop.
Civilizațiile extraterestre avansate pot avea alte intenții. Dacă intenția creează cantități mari de "fericire", atunci resursele energetice pot fi folosite pentru a genera simulări computerizate perfecte ale "numărului maxim de minți maxime fericite". Dacă intenția este cunoașterea, resursele pot fi concentrate pe stocarea informațiilor. Astfel de civilizații pot trece printr-o perioadă de explorare spațială urmată de o perioadă de latență până când condițiile universului sunt mai favorabile din punct de vedere energetic pentru a-și atinge cel mai bine obiectivele.
Teoria a fost ulterior contestată de o lucrare a lui Charles H. Bennett, Robin Hanson și a lui Jess Riedel, aceasta susține că ideea că mai multe calcule ar putea fi efectuate mai târziu în istoria universului este bazată pe o neînțelegere a fizicii calculului.